# Ola (Arkansas)
Ola è una città degli Stati Uniti d'America situata nello Stato dell'Arkansas, nella Contea di Yell.